# جون كونينغهام براون
جون كونينغهام براون هو سياسي كندي، ولد في 1844، وتوفي في 8 يناير 1929.